# Нера
Нера(рум. Nera) — річка в Румунії й Сербії. Ліва притока Дунаю (басейн Чорного моря).

## Опис
Довжина річки 124 км, середньорічні витрати води у гирлі — 13,2 м³/с, найкоротша відстань між витоком і гирлом — 66,42 км, коефіцієнт звивистості річки — 1,87. Площа басейну водозбору 1240 км².

## Розташування
Бере початок на південно-західному схилі гори Семенік у повіті Караш-Северін. Тече переважно на південний захід через національний парк Семенік і в селі Банатська Паланка (Сербія) впадає в річку Дунай.
Притоки: Нерганіца (рум. Nerganița), Прігор (рум. Prigor), Рударія (рум. Rudăria) (ліві); Агріш (рум. Agriș), Ляпушніку (рум. Lăpușnicu), Моцеріш (рум. Moceriș) (праві).
Основні населені пункти вздовж берегової смуги від витоку до гирла: Борловеній-Векі, Петаш, Пріліпец, Бозовіч, Далбошец, Мочеріш, Бирз, Бойніца, Дріштіє, Сакса-Ромине, Сакса-Монтане, Богодінц, Найдеш, Лесковіца, Златіца, Кимпія, Сокол.